# Astroforines
Els astroforines (Astrophorina) són un subordre de demosponges de l'ordre Tetractinellida. Alguns dels membres d'aquest ordre són menjats per la tortuga carei (Eretmochelys imbricata).

## Taxonomia
Es tracta d'un ampli subordre que inclou 905 espècies repartides en 15 famílies:
- Família Ancorinidae Schmidt, 1870
- Família Calthropellidae Lendenfeld, 1907
- Família Corallistidae Sollas, 1888
- Família Geodiidae Gray, 1867
- Família Isoraphiniidae Schrammen, 1924
- Família Macandrewiidae Schrammen, 1924
- Família Neopeltidae Sollas, 1888
- Família Pachastrellidae Carter, 1875
- Família Phymaraphiniidae Schrammen, 1924
- Família Phymatellidae Schrammen, 1910
- Família Pleromidae Sollas, 1888
- Família Theneidae Gray, 1872
- Família Theonellidae Lendenfeld, 1903
- Família Thrombidae Sollas, 1888
- Família Vulcanellidae Cárdenas et al., 2011